# 용과 같이 2
《용과 같이 2》(일본어: 龍が如く2 류가고토쿠츠[*])는 2006년 12월 7일 세가에서 발매된 플레이스테이션 2 게임이다. 영어권에서는 《Yakuza 2》, 한국어권에서는 《[류가 고토쿠2] 용과 같이2》라는 이름으로 발매되었다. 플레이어는 야쿠자 조직원인 키류 카즈마를 조작해, 야쿠자 세계를 플레이해 볼 수 있다. 용과 같이 시리즈는 세가의 전작인 《쉔무》처럼 오픈 월드를 지향하고 있으며, 정교하게 구현된 도시에서 자유롭게 행동할 수 있다. ‘그리고 진짜 용은, 유일고고(唯一孤高)의 전설이 된다.'라는 캐치프레이즈를 사용했다.
2017년에 리메이크 《용과 같이 극 2》가 발매됐다.

## 개요
《용과 같이》의 1년 후의 이야기. 이번에는 전작과 같은 도쿄, 그리고 오사카로 무대를 넓히고 있다.
게스트 성우진으로는 배우인 토쿠시게 사토시, 테라지마 스스무, 타치 히로시가 출연. 토쿠시는 이번 작품 이후의 모든 시리즈에서 같은 역할로 출연하고 있다.
이 게임의 메인이라고 할 수 있는 전투 시스템은 처음부터 후방, 게다가 360도 공격할 수가 있으며, 무기 · 히트 액션의 종류도 대폭 늘었다. 미니 게임은 배팅 센터에 더해서, 골프 · 볼링, 그리고 일본 장기나 마작을 즐길 수 있게 됐다. 호평이였던 캬바 클럽 아가씨도 10명으로 늘었으며, 애프터도 즐길 수 있게 되어있다.
전작 《용과 같이》 클리어 데이터가 있으면 특별한 아이템을 손에 넣을 수 있는 시스템이 있다. 전작과 같이 Dolby Digital Pro Logic II(돌비디지털 프로 로직II)에 의한 서라운드 무비는 없어졌다.
2007년도 일본게임대상 우수상 수상 작품이다. 또, 누계 판매량이 50만을 돌파했다.
2007년 12월 6일에 발매된 염가판에서는 통상판으로 DVD1충 2장이였던 디스크가 DVD2층 1장으로 사양이 변경됐다. 그것에 따른 통상판과 염가판에서는 세이브 데이터의 호환성이 없다.
게임에는 한국 인물들이 등장하는데, 일본에서 발매된 게임에서는 일본 성우가 한국어를 연기했으며 동시에 한국어와 일본어로 자막이 표기되었다. 하지만 성우들의 한국어 구사가 매끄럽지 않으며, 자막 역시 어색한 한국어로 표기되어 있는 경우가 많았다. 가령 한국 발매판의 대사 “어이, 괜찮나? 일어나! 구하러왔다!”는 일본 발매판에서 “야! 팬찮아? 일어나! 구원하러 왔소!”로 표기되어 있던 것이다. 이는 한국에서 발매될 때, 성우 성완경, 이소영, 정재헌, 안장혁이 한국인이 등장하는 핵심 장면을 재연기함으로써 보완되었다.
2012년 11월 1일, 《용과 같이》와 본작을 하나로 정리해서 플레이스테이션 3으로 이적한 《용과 같이 1&2 HD EDITION》가 발매됐다. 또 2013년 8월 8일에는 같은 제목의 Wii U 이적판 《용과 같이 1&2 HD For Wii U》도 발매됐다. 또한, 한국어 자막의 부분은 정수연의 대사만 한국 발매판으로 되어있지만, 한글 자막은 모든 일본판 그대로 되어있기 때문에 일부 음성과 자막이 달라져있다.
2017년 12월 7일에 본작을 리메이크한 “용과 같이 극 2”가 발매됐다.

## 줄거리
전작 《용과 같이》의 주요 사건인 ‘사라진 100억 엔’이 발생한지 일년이 지난 2006년 12월 15일을 배경으로 하고 있다. 과거에 "도지마의 용"이라고 불렸던 야쿠자 키류 카즈마는 하루카라는 소녀와 함께 조용히 생활하고 있었다. 한편 과거 카즈마가 속해있던 조직 동성회(東城会)는 일년 전 사건으로 인해 세력이 약화되고 있었고, 동성회는 오미 연합과 전면전을 피하기 위해 동맹을 맺으려 한다. 그 교섭 담당으로 카즈마가 선택되었고, "간사이의 용"이라고 불리는 오미 연합의 고다 류지와 "야쿠자를 사냥하는 여자"라 불리는 사야마 카오루 오사카 부경 4과 형사를 만나지만, 각 세력에 의해 농락당하고 과거에 연이 있던 한국의 조직 진권파와 대립하게 된다.

## 게임 특징
게임의 주 무대가 되는 장소는 오사카이지만, 배경은 도쿄도의 가부키초를 모델로 형성되어있다. 작품에는 지명이 카무로쵸(神室町)로 표기된다. 거리엔 게임 센터, 주점, 안마시술소, 클럽 등 환락가의 여러 업소들이 있으며, 이들은 단순한 배경이 아니기에 플레이어가 직접 경영과 체험을 해보는 것이 가능하다.
전투 장면에 있어서 입력하는 콤보에 따라 다른 액션이 연출되며, 주위의 사물을 이용한 공격도 가능하다. 전작에서는 구현되지 않았던 파트너와의 협동 공격도 가능하다.

## 주요 용어
오사카의 성(大阪の城)
실재하는 오사카성이 아니며, 극중에서는 신세이쵸에 있는 센고쿠조의 본처지를 가리킨다. 성이 둘로 갈라지며, 지하로부터 황금색의 성이 등장한다.
진권파(한국 한자: 真拳派)
한국의 조직폭력배이다.
소텐보리(蒼天堀)
오사카의 무대가 되는 환락가. 《5》나 《0》, 《흑표2》에도 등장한다. 도톤보리를 180도 반전한 모양이다.
신세이쵸(新星町)
오사카의 무대가 되는 또 하나의 환락가이며, 신세카이를 모델로 했다.

## 삽입곡
- 닫는 곡 : 크레이지 켄 밴드 〈12월 17일〉(12月17日, 서브 스탠스)
- 삽입곡 : 크레이지 켄 밴드 〈검은 상처의 블루스〉 (黒い傷跡のブルース, 서브 스탠스)

## 스태프
- 게임 디렉터 : 우에다 류타
- 종합 프로듀서 : 나고시 토시히로
- 프로듀서 : 키쿠치 세이기
- 시나리오/연출 : 요코야마 마사요시
- 각본 : 이타쿠라 마코토
- 디자인 감독 : 사토 다이스케
- 모션 : 히구치 유이치
- 액션 : 오리하라 준
- 시나리오 감수 : 하세 세이슈
- 음악 제공 : 크레이지 켄 밴드
- 음악 제작 : 사카모토 히데키
- 사운드 : 주식회사 노이지크로크

## 용과 같이 극 2
2017년에 리메이크가 발매됐다.

## 평가
| 평가 |           |
| --- | --------- |
| 통합 점수 통합사 점수 메타크리틱 77/100 [ 9 ] 평론 점수 평론사 점수 1UP.com B+ [ 10 ] 유로게이머 8 / 10 [ 11 ] 패미츠 38 / 40 [ 12 ] 게임팬 Very Good [ 13 ] 게임스팟 7.5 / 10 [ 14 ] 게임존 8.5 / 10 [ 15 ] IGN 8.5 / 10 [ 16 ] GameDaily 8 / 10 [ 17 ] |           |
| 통합 점수 |           |
| 통합사 | 점수      |
| 메타크리틱 | 77/100    |
| 평론 점수 |           |
| 평론사 | 점수      |
| 1UP.com | B+        |
| 유로게이머 | 8 / 10    |
| 패미츠 | 38 / 40   |
| 게임팬 | Very Good |
| 게임스팟 | 7.5 / 10  |
| 게임존 | 8.5 / 10  |
| IGN | 8.5 / 10  |
| GameDaily | 8 / 10    |

### 참조주
1. 1 2 3  “龍が如く2” [용과 같이 2] (일본어). 세가. 2015년 9월 26일에 원본 문서에서 보존된 문서. 2015년 9월 26일에 확인함.
2. 1 2 3 4  “Yakuza 2 Release Information for PlayStation 2” (영어). GameFAQs. 2015년 9월 27일에 원본 문서에서 보존된 문서. 2015년 9월 27일에 확인함.
3. 1 2  “'파이널 판타지' 13 더 화려한 액션으로 돌아온 PS3 선봉장”. 더게임스. 2007년 1월 5일. 2015년 9월 27일에 원본 문서에서 보존된 문서. 2015년 9월 27일에 확인함.
4. ↑  “'용과 같이2', 등급심의 완료, 한국어 더빙 음성 공개”. 루리웹 뉴스. 2011년 7월 14일. 2015년 9월 27일에 원본 문서에서 보존된 문서. 2015년 9월 27일에 확인함.
5. ↑  “PS4®『龍が如く 極２』初の限定版も発売！” [PS4® “용과 같이 극 2” 첫 한정판도 발매!] (일본어). 용과 같이.com. 2017년 8월 28일. 2017년 9월 11일에 확인함.
6. ↑  “용과 같이 1&2 HD EDITION”. 소니 플레이스테이션. 2015년 9월 27일에 원본 문서에서 보존된 문서. 2015년 9월 27일에 확인함.
7. 1 2  “용과 같이2”. 소니 플레이스테이션. 2015년 9월 27일에 원본 문서에서 보존된 문서. 2015년 9월 27일에 확인함.
8. 1 2  ‘용과 같이2 완전공략 극의 서’ 엔터브레인, 2007년 1월 24일 발매
9. ↑  “Yakuza 2 for PlayStation 2 Reviews - Metacritic”. Metacritic. 2008년 9월 9일. 2016년 6월 26일에 확인함.
10. ↑  Nguyen, Thierry (2008년 9월 17일). “Yakuza 2 Review for PS2, PS3 from”. 1UP.com. 2012년 8월 1일에 원본 문서에서 보존된 문서. 2012년 7월 7일에 확인함.
11. ↑  Reed, Kristan (2008년 9월 19일). “Yakuza 2 Review • Page • Reviews • PlayStation 2 •”. Eurogamer.net. 2012년 9월 21일에 원본 문서에서 보존된 문서. 2012년 7월 7일에 확인함.
12. ↑   보관됨 12월 10, 2006 - 웨이백 머신
13. ↑  “Review: Yakuza 2 (PS2)”. Diehard GameFAN. 2008년 9월 25일. 2012년 7월 20일에 원본 문서에서 보존된 문서. 2012년 7월 7일에 확인함.
14. ↑  September 22, 2008 6:12PM PDT (2008년 9월 9일). “Yakuza 2 Review”. GameSpot.com. 2011년 10월 17일에 원본 문서에서 보존된 문서. 2012년 7월 7일에 확인함.
15. ↑   보관됨 3월 26, 2010 - 웨이백 머신
16. ↑  var authorId = "41672334" by Sam Bishop. “Yakuza 2 Review - PlayStation 2 Review at IGN”. Ps2.ign.com. 2012년 8월 1일에 원본 문서에서 보존된 문서. 2012년 7월 7일에 확인함.
17. ↑  Mitchell, Richard. “Joystiq”. Gamedaily.com. 2012년 7월 7일에 확인함.